# Prek Pra Keila
Prek Pra Keila is een voetbalclub uit Phnom Penh, Cambodja. De club werkt zijn wedstrijden af in het Phnom Penh National Olympic Stadium.
De club speelt in de lagere klassen van de Cambodjaanse Voetbal Associatie. In het seizoen 2009/2010 wisten ze te promoten naar de hoogste Cambodjaanse voetbalcompetitie. In het eerste jaar (2010/2011) werden ze achtste van de tien clubs, en wisten daarmee degradatie te voorkomen, maar het seizoen erna werden ze negende, een degradatieplaats, en moesten daarom terug naar de lagere klassen.